# Бетев, Пётр Павлович
Пётр Павлович Бетев (20 декабря 1926, Петропавловск — 26 марта 2002, Казань) — советский театральный актёр, народный артист РСФСР (1983).

## Биография
Пётр Павлович Бетев родился 20 декабря 1926 года в Петропавловск Акмолинской губернии (Казакская АССР, РСФСР). После школы поступил в металлургический техникум. Одновременно работал слесарем на домне, фундамент которой закладывал его отец. В свободное время занимался художественной самодеятельностью.
В 1945—1951 годах учился во вновь созданной театре-студии и одновременно был актёром Анжеро-Судженского театра (Кемеровская область). В 1951—1953 годах играл в Ачинском драматическом театре. В 1953—1965 годах был актёром Кемеровского театра драмы. В 1965—1966 годах работал в Тамбовском драматическом театре.
С 1966 года до конца жизни служил в Казанском русском театре им. Качалова, где за почти 35 лет исполнил около ста ролей. Ему были одинаково доступны роли героического, драматического и комического плана.
Избирался на общественные должности в театре, в правлении Союза театральных деятелей Республики Татарстан. Работал с участниками художественной самодеятельности.
Скончался 26 марта 2002 года на 76-м году жизни в Казани. Похоронен на Арском кладбище.

## Семья
- Жена — актриса Галина Семёновна Ишкова (1927—2008), народная артистка РСФСР.
- Сын — Борис Петрович Бетев (род. 1949), главный инженер протезно-ортопедического завода[3].

## Награды и премии
- Заслуженный артист РСФСР (18.12.1961)[4].
- Народный артист РСФСР (1983).

## Работы в театре
- «Дети солнца» М. Горького — Чепурной
- «На всякого мудреца довольно простоты» А. Н. Островского — Мамаев
- «Волки и овцы» А. Н. Островского — Лыняев
- «Океан» А. П. Штейна — Платонов

### Казанский драматический театр
- «Баня» В. Маяковского — Победоносиков
- «Традиционный сбор» В. Розова — Максим Петров
- «Дело о любви» Д. Павловой — Дядин
- «Медея» Ж. Ануя — Креон
- «Между ливнями» А. Штейна — матрос Расколупа
- «Первая конная» В. Вишневского — Ведущий
- «Однажды в новогоднюю ночь» Э. Брагинского и Э. Рязанова — Ипполит
- «На всякого мудреца довольно простоты» А. Островского — Мамаев
- «Без вины виноватые» А. Островского — Дудукин
- «Таланты и поклонники» А. Островского — князь Дулебов
- «На золотом дне» Д. Мамина-Сибиряка — Молоков
- «Варвары» М. Горького — Редозубов
- «Отцы и дети» И. Тургенева — Кирсанов
- «Божественная комедия» И. Штока — Ангел "А"
- «Любовь под вязами» Юджина О’Нила — Эфраим Кэбот
- «Осенняя история» А. Николаи — Либеро Бокка
- «Корнелия Кампарелла» — Пеликано
- «Весельчаки» по пьесе Нила Саймона — Аллан Люс
- «Без ветрил» К. Тинчурина — Нуретдин
- «Один потерянный день» А. Гилязова — Старик
- «Белое платье матери» Ш. Хусаинова — Максуд
- «Мария Стюарт» Ф. Шиллера — Джордж Толбот
- «Слуга двух господ» К.  Гольдони — Панталоне
- «Весельчаки»  Нила Саймона — Аллан Люс (последняя роль)